# 후쿠오카 방송
후쿠오카 방송(일본어: 福岡放送 후쿠오카호소[*])은 1969년 4월 1일 후쿠오카현의 4번째로 개국한 민영방송국이다. 약칭은 FBS, 콜사인은 JOFH-DTV이다.

## 연혁
- 1968년 4월 19일：텔레비전 예비 면허 취득.
- 1968년 5월 27일：주식회사 후쿠오카 방송 설립.
- 1969년 4월 1일：개국과 동시에 컬러 방송 실시.
- 1979년 12월 1일：텔레비전 음성다중방송 개시(후쿠오카 지구와 간사이 지역의 텔레비전 방송국 중 최초).
- 1987년 11월 29일：텔레비전 문자 다중 방송 실시(후쿠오카 지구와 간사이 지역의 텔레비전 방송국 중 최초).
- 1990년 10월 1일：후쿠오카 방송 나가사키 지국 설치[1]
- 1997년：광고 미방영 문제 발각.
- 2006년 7월 1일：지상파 디지털 방송 개시.
- 2011년 7월 24일 : 지상파 아날로그 텔레비전 방송 종료

## 네트워크의 변천
- 1969년 4월 1일 : 후쿠오카 현에서는 사상 최초로 서부지역과 간몬지역에서 동시에 텔레비전 방송을 개시했으며 개국 이후 계속 니혼TV계열국이다. 뉴스 네트워크인 NNN에 가맹했으며 이는 크로스 네트워크 방송국을 제외하면 규슈에서는 처음이었다.
- 1972년 : 이 해 발족한 NNS에 가맹.
- 1997년 : CM 미방영 문제로 일본 민간방송연맹·NNS로부터 활동 정지 처분을 받지만 1년 만에 해제되었다.

### 후쿠오카현과 니혼TV계 방송국
- 원래, 후쿠오카현의 니혼TV 계열국은 야하타 시(현재의 기타큐슈시)에 본사를 두고 있던 TV 니시닛폰(TNC)이었는데 이는 당시 TNC의 자본중 니혼TV의 자본이 있었던 것이 주된 이유였다.
또 당시 TNC 설립에는 아사히 신문의 자본도 참가하고 있어서 후쿠오카시에 있는 규슈 아사히 방송(KBC, 당시는 NET-TV(NET, 현·TV 아사히) 후지 TV 크로스넷 방송국이었다)과 합병시켜 후쿠오카현 전역을 커버하는 아사히계열 텔레비전 방송국을 개국하는 것을 조건으로 TNC는 간몬 지역, KBC는 후쿠오카 지역을 방송구역으로 정한 뒤 개국되었다.
- 하지만 그 다음날 아침 두 신문사는 TNC에서 자본을 철회해버려 KBC와의 합병은 취소되고 서로 합의하에 각 방송구역에서 광역방송을 개시하면서 양 방송국은 현 전체 방송을 개시하는 대신 야마구치 방송(KRY)이 시모노세키시에서 간몬 텔레비전 방송국을 개국했다.[2]
- 게다가 TNC와 KBC가 현 전체 방송을 개시한 것에 의해 마이니치 신문 자본의 라디오규슈(후쿠오카 시)와 서부 마이니치 TV 방송(고구라 시)의 통합으로 탄생한 RKB 마이니치 방송 측이 반발을 하게 되어 마이니치 신문측이 UHF텔레비전 방송국을 개국시킬 계획이 세워지고 요미우리측도 그 방송국에 자본투자를 하는 움직임까지 나오게 되었다.
- 그 때문에, TNC와 니시니혼 신문은 이대로 니혼TV 계열국으로로 방송을 계속하는 것이 어렵다고 생각해 스폰서의 반대를 무릅쓰고 1964년 10월 네트워크를 후지로 일원화하고 KBC도 후지 계열과의 크로스 네트워크를 해소하기 위해 NET계로 일원화하게 되면서 니혼TV계열 완전가맹 방송국이 후쿠오카현에서 일단 사라지게 되었다.
- 그와 거의 동시에 사실상 NET 메인이었던 야마구치 방송 간몬 방송국이 도쿠야마 방송국과 같은 니혼TV계로 일원화되어 FBS가 개국될 때까지 사실상 후쿠오카현에서 니혼TV 계열국 역할을 하는 방송국이 되었으며 후쿠오카 현에서 니혼TV 계열 프로그램 중 일부는 프로그램 판매의 형태로 RKB 등에서 방송되고 있었다.
- 4년 후인 1969년 4월 1일 요미우리 신문과 니혼TV에 있어서 오랫동안 기다렸던 완전가맹국이자 후쿠오카 첫 UHF 텔레비전 방송국인 되는 FBS가 개국했지만 위에 서술한 이유 때문에 처음에는 후쿠오카와 구루메에서만 개국했고 기타큐슈 중계국 개국은 KRY와의 방송구역조정으로 인해 5개월 늦었다.

## 보충서술
- 개국 당시 야마구치 방송으로부터 규슈지역 취재권을 계승했지만 현재는 후쿠오카현·사가현만 취재하고 있다.
- 타이의 수도인 방콕에 NNN 자격으로 지국을 마련해 지국장을 파견하고 있는 것 외에 한국 SBS 본사 내에 개설하고 있는 NNN 서울 지국에도 기자를 파견하고 있다. 일찍이 요미우리 TV 방송이 개설하고 있던 필리핀의 마닐라 지국을 양도해서 FBS가 운영하고 있었던 시기도 있었다.
- 1980년대 TV 니시닛폰에서 편성상 사정으로 방송하지 않았던 후지 텔레비전 계열 애니메이션·특수 촬영 프로그램 일부를 구입해 수주 늦게 방송했던 적이 있었다.
- 1997년 CM미방영문제가 발각돼서(같은해에 호쿠리쿠 방송(TBS 계열), 1999년 가을에는 시즈오카 제일 TV(니혼TV 계열)에서도 발각되었다). 이 때문에, NNS 계열 각 국이 참가해 매년 8월에 방송하는 「24시간TV 「사랑은 지구를 구한다」에서는 NNS/NNN의 계열국 회원 자격 정지 처분에 의해 독자적인 모금 활동을 하지 못하고, 지방뉴스 이외는 니혼TV의 프로그램만 방송했다(회원 활동 정지기간 동안 구마모토현민 TV가 규슈의 NNS계열 중심국으로 인정받았다.).
- 오이타현의 NNN계열국인 TV 오이타가 NNS 비완전 가맹국이어서 오이타현에서의 취재를 담당할 때가 많다.
- 한국의 제휴 방송사는 호남권에 속하고 있는 광주문화방송이다.

## 후쿠오카현에 있는 다른 방송국

### 텔레비전 방송국
- NHK 후쿠오카 방송국(후쿠오카·지쿠고 지역 관할)
- NHK 기타큐슈 방송국(기타큐슈·지쿠호 지역 관할)
- 규슈 아사히 방송(KBC)(라디오 방송국 겸영, TV는 TV 아사히 계열국, 라디오는 NRN 계열국)
- RKB 마이니치 방송(RKB)(라디오 방송국 겸영, TV는 도쿄 방송 계열국, 라디오는 JRN 계열국)
- TVQ규슈방송(TVQ)(TV 도쿄 계열)
- TV 니시닛폰(TNC)(후지 TV 계열)

### 라디오 방송국
- CROSS FM(재팬 FM 리그 계열, 기타큐슈 시내에 본사있음)
- FM후쿠오카(JFN 계열)
- 규슈국제FM(메가네트 계열)